# Zeszyty Poetyckie
Zeszyty Poetyckie – polskie pismo i wydawnictwo literackie poświęcone w całości najnowszej poezji, prezentacji najciekawszych twórców, poszukujące nowych poetyk, wyczulone na językową ewolucję. Prowadzi stały dział krytyki, skupia wokół siebie artystów oraz pracowników naukowych z kraju i z zagranicy.

## Redakcja
Redaktor naczelny: Dawid Jung, zastępca: Irmina Kosmala, naczelny wydania internetowego: Maciej Jung. Zespół redakcyjny tworzą lub tworzyli m.in.: Paweł Lekszycki, Jerzy Fryckowski, prof. Karol Maliszewski, Radosław Wiśniewski, prof. Jarosław Klejnocki (1963-2025), Adam Lizakowski, prof. Ivo Harák, dr Wital Woranau, Tadeusz Wyrwa-Krzyżański, prof. Neşe Taluy Yüce, dr Dariusz Dziurzyński, dr hab. Karol Samsel, dr Tomasz Ososiński, dr Beata Hebzda-Sołogub, dr Agnieszka Kulik-Jęsiek, Mateusz Zimny, Olga Lalić-Krowicka, dr Jacek Hnidiuk, dr Adrian Szary, Rafał Różewicz, Marcin Zegadło, dr Przemysław Górecki, dr Igor Frender, prof. Elżbieta Juszczak.

## Działalność
Pismo początkowo ukazywało się jako miesięcznik, obecnie w formie papierowej wydawane jest jako rocznik, a w formie elektronicznej jako dziennik. Szafę graficzną w wydaniach papierowych wzbogacały prace m.in. Tadeusza Wyrwy-Krzyżańskiego. W 2003 „Zeszyty Poetyckie” przy współpracy ze Stowarzyszeniem Żywych Poetów w Brzegu i portalem poezjapolska.pl zorganizowały I Festiwal Nowej Poezji w Gnieźnie. W 2004 współorganizowały razem z Collegium Europaeum Gnesnense Festiwal Festa Fatuorum w ramach VII Festiwalu Nauki i Sztuki UAM. 16 września 2005 zorganizowały w Gnieźnie wystawę Czesław Miłosz in memoriam, na której zaprezentowano niepublikowane dotąd zdjęcia noblisty w jego prywatnej wilii w Berkeley (zdjęcia Adam Lizakowski). Środowisko „Zeszytów Poetyckich” przyznaje również Nagrodę im. Andrzeja Krzyckiego dla młodych poetów.
Przy piśmie działa kilka serii wydawniczych, m.in.: Biblioteka Debiutów (pod redakcją M. Orlińskiego), Biblioteka Współczesnej Poezji Polskiej oraz Biblioteka Staropolska (pod redakcją D. Junga) i Biblioteka Poezji Obcej (pod redakcją Dariusza Dziurzyńskiego (redaktor naczelny), Sławomira Kuźnickiego i Alicji Ślusarskiej).
„Zeszyty Poetyckie” wydały pierwszy w Polsce wybór poezji Borisa Viana. W 2013 r. książka Tomasza Ososińskiego Pięć bajek została nominowana do Wrocławskiej Nagrody Poetyckiej Silesius w kategorii debiut.
W 2015 r. dwie książki „Zeszytów Poetyckich” wydane w serii „Biblioteka Współczesnej Poezji Polskiej” (pod redakcją i z posłowiem Dawida Junga) otrzymały nominacje do SILESIUSA 2015 w kategorii „Debiut Roku”, były to: Atomy Urszuli Zajączkowskiej oraz Product placement Rafała Różewicza.
W 2018 książka Mateusza Melanowskiego Uwagi do chwili pod redakcją Dawida Junga otrzymała Nagrodę im. Anny Kamieńskiej.

## Publikacje
- Grzegorz Kwiatkowski, Przeprawa (2008)[7]
- Małgorzata Lebda, Tropy (2009)[8]
- Jakub Sajkowski, Ślizgawki (2010)
- Joanna Dziwak, sturm & drang (2010)
- Marcin Łukasz Makowski, Uniwersalna teoria wszystkiego (2010)
- Krzycki 2010. Antologia (2011)[9]
- Ewa Izabella Glińska Pomiędzy (album)
- Beata Patrycja Klary Zabawa w chowanego (2011)
- Krzysztof Ciemnołoński Eskalacje (2011)
- Hubert Czarnocki Opowieść (2011)
- Jacek Kukorowski tagi (2011)
- Krzysztof Szeremeta Nowy dokument tekstowy (2011)
- Kamil Kwidziński Sezon arktyczny (2011)
- Boris Vian W hołdzie płetwom. Wybór wierszy. À nageoires. Choix de poèmes (przekład z francuskiego Alicja Ślusarska i Dariusz Dziurzyński, 2011)
- Hanna Dikta, Stop-klatka (2012)
- Magdalena Gałkowska, Toca (2012)
- Tomasz Ososiński, Pięć bajek (2012)
- Omir Socha, Początek choroby (2012)
- Dawid Jung, Wierszopisowie Kłecka w latach 1590-1623. Przyczynki do historii kultury staropolskiej (posłowie Karol Samsel, Biblioteka Staropolska, t. 1, 2012)
- Władysław Nehring, O życiu i pismach Reinholda Heidensteina (wstęp Jan Miodek, Biblioteka Staropolska, t. 2, 2012)[10]
- William Szekspir, Hamlet, książę Danii (w przekładzie Ryszarda Długołęckiego, pod redakcją D. Junga), Bydgoszcz-Gniezno-Warszawa 2013.[11]
- Vital Voranau, Wielkie Księstwo Białoruś (w przekładzie Moniki Uranek, grafiki Włodzimierz Bludnik, redakcja D. Jung), Gniezno 2013.[12]
- Maciej Krzyżan, In tempus praesens, (blurb Wital Woranau, obrazy Ralfa Petera Posta), 2013
- Marek Konecki, Kalendarium kpin. (Diariusz pisany w latach 2011 – 2012) (red. serii Dawid Jung), Gniezno 2013.[13]
- Kamil Kwidziński, Conan i Coco (posłowie Karol Maliszewski, zdjęcie na okładkę Alicji Reczek) Gniezno 2013.[14]
- Marta Kucharska, Abisynia (posłowie Dawid Jung) Gniezno 2013.[15]
- Krystyna Myszkiewicz, głębiel (redaktor tomu Marek K. E. Baczewski, blurb Marcin Orliński), 2013
- Tomasz Dalasiński, Stosunki przegrywane (blurb Adam Wiedemann), 2013
- Arkadiusz Kwaczek, Arkadiament, (redakcja i wstęp Karol Samsel), 2013
- Bartosz Suwiński, Odpust (redakcja Adrian Gleń, posłowie Sławomir Kuźnicki), 2013
- Adrian Szary, Heureza (redakcja i posłowie Dawid Jung), 2013[16]
- Patryk Doliński, Samotnia, (2014)[17]
- Dawid Staszczyk, LOG OUT (redakcja Dawid Jung, posłowie Michał Tabaczyński), 2014[18]
- Urszula Zajączkowska, Atomy, (redakcja i posłowie Dawid Jung, okładka na podstawie fotografii Ewy Woźniak, 2014)
- Przemysław Karpiński, ejakulacje, (2014)
- Rafał Różewicz, Product placement, (redakcja tomu: Konrad Góra, redakcja serii: Dawid Jung, 2014)
- Dawid Jung, Poemat o mówieniu prawdy, (red. Dariusz Dziurzyński, motyw rzeźby na okładce Igor Mitoraj, Biblioteka Współczesnej Poezji Polskiej, 2014)
- Dawid Jung, Gdańskie hymny Jakuba Gembickiego, (Biblioteka Staropolska, t. 3, 2014)
- Jarosław Trześniewski-Kwiecień, Sonaty i repertoria, (obraz na okładce Magdalena Szumkowska, 2014)[19]
- Rafał Rutkowski, Chodzę spać do rzeki (Biblioteka Współczesnej Poezji Polskiej 2015, posłowie Dawid Jung, blurby: Karol Maliszewski, Konrad Góra, Adam Wiedemann)[20]
- Wyrazić piękno. Rzepa, Piskurz, Kuczkowski. Poeci Gniezna przełomu XX i XXI wieku („Zeszyty Poetyckie” i „Magazyn Kulturalny Popcentrala”, 2016)[21][22][23]
- Juliusz Gabryel, Płyn lugola („Zeszyty Poetyckie” i Stowarzyszenie Żywych Poetów, 2016)[24][25]
- Ewa Frączek, Reorientacja, Zeszyty Poetyckie/Stowarzyszenie Żywych Poetów, Brzeg-Gniezno 2017[26]
- Mateusz Melanowski, Uwagi do chwili („Zeszyty Poetyckie” 2017, Biblioteka Współczesnej Poezji Polskiej pod red. D. Junga)[27]
- Spotkałam tylu ludzi... (debiuty prozatorskie młodych pisarek i pisarzy w ramach Ogólnopolskiego Konkursu im. Anny Piskurz, 2019, pod red. D. Junga)[28]
- Abyśmy byli jak ta walizka, ciągle gotowi do podróży w siebie. VI Ogólnopolski Konkurs Literacki im. Anny Piskurz (red. D. Jung, J. Gronikowska) Ogólnopolski Konkurs Literacki im. Anny Piskurz (2021)[29]
- Słowiański fatalizm. O literaturze Kazimierza Grochmalskiego (praca zbiorowa) (2021)[30]
- Irmina Kosmala, Itinerarium. Przewodnik z lektur dla podróżnych. Podróż pierwsza (pod red. D Jung, blurb: prof. Antoni Siemianowski, 2023)[31][32] (książka została nagrodzona przez Stowarzyszenie Dziennikarzy Polskich, w jury m.in. prof. dr hab. Wiesław Ratajczak, dr Wiesław Kot i in.)[33]
- Antologia "Kto wam pozwolił tak pięknie żyć"… Антологія "Хто вам дозволив так чудово жити..." (redakcja tomu: D. Jung, Ł. Dudzińska, tłumaczenie na język ukraiński: Switłana Bresławska, Bogdana Buczkowska, seria: Biblioteka Przekładów z Literatury Europejskiej, przy współpracy z Stowarzyszenie Pisarzy Polskich) (2023)[34]

### Publikacje przy współpracy z londyńskim OFF PRESS
- „Anthologia #2 Off_ZP New Polish Poets” (pod redakcją Dawida Junga i Marcina Orlińskiego, przekład na angielski Marek Kaźmierski)[35]
- „Free Over Blood Contemporary Polish poetry in translation” (pod redakcją Dawida Junga i Marcina Orlińskiego, przekład na angielski Marek Kaźmierski, Karen Kovacik, Benjamin Paloff i Katarzyna Szuster z udziałem poetów: Justyna Bargielska, Jacek Dehnel, Dariusz Dziurzyński, Mariusz Grzebalski, Wioletta Grzegorzewska, Roman Honet, Dawid Jung, Joanna Lech, Dawid Majer, Jakobe Mansztajn, Joanna Mueller, Marcin Orliński, Marta Podgórnik, Andrzej Sosnowski, Dariusz Suska, Krzysztof Szymoniak, Eugeniusz Tkaczyszyn-Dycki, Adam Wiedemann i Radosław Wiśniewski)[36]
- Rafał Gawin „Wycieczki osobiste / Code of change”[37]

## Ważniejsze nagrody i wyróżnienia dla wydanych książek
- nominacja Sztorm Roku 2008 w kategorii literatura: Grzegorz Kwiatkowski - Przeprawa (seria założona przez Dawida Junga)[38].
- Medal im. Juliusza Słowackiego: Dawid Jung - Poemat o mówieniu prawdy[39].
- wyróżnienie w V Ogólnopolskim Konkursie Literackim „Złoty Środek Poezji” 2009 na najlepszy poetycki debiut roku 2008: Grzegorz Kwiatkowski - Przeprawa[40][41]
- wyróżnienia w VII Ogólnopolskim Konkursie Literackim „Złoty Środek Poezji” 2011 na najlepszy poetycki debiut roku 2010: Joanna Dziwak - sturm & drang (redaktor serii: Dawid Jung, blurb: Bohdan Zadura)[42] oraz Jakub Sajkowski - Ślizgawki[43][44].
- Nagroda Identitas “Tożsamość. Warsztaty w Arktyce”: Marcin Makowski - Uniwersalna teoria wszystkiego[45] (redaktor serii: Dawid Jung, blurb: Karol Maliszewski):[46].
- Lubuski Wawrzyn Literacki 2011: Beata Patrycja Klary - Zabawa w chowanego[47] (redakcja: Dawid Jung, posłowie: Marcin Orliński)[48].
- nominacja do Wrocławskiej Nagrody Poetyckiej Silesius 2009 w kategorii debiut: Tomasz Ososiński - Pięć bajek[49].
- II nagroda X Ogólnopolskiego Konkursu Literackiego „Złoty Środek Poezji” 2014 na najlepszy poetycki debiut roku 2013: Marta Kucharska, Abisynia[50][51].
- wyróżnienia w X Ogólnopolskim Konkursie Literackim „Złoty Środek Poezji” 2015 na najlepszy poetycki debiut roku 2014: Rafał Różewicz - Product placement i Urszula Zajączkowska - Atomy[52].
- nominacja w X Ogólnopolskim Konkursie Literackim „Złoty Środek Poezji” 2015 na najlepszy poetycki debiut roku 2014: Dawid Staszczyk - Log out[53]
- nominacja do Wrocławskiej Nagrody Poetyckiej Silesius 2015 w kategorii debiut: Urszula Zajączkowska - Atomy[54] (redakcja i posłowie: Dawid Jung)[55]
- nominacja do Wrocławskiej Nagrody Poetyckiej Silesius 2015 w kategorii debiut: Rafał Różewicz - Product placement[56] (posłowie: Dawid Jung][57].
- nominacja do Nagrody Kulturalnej “Gazety Wyborczej” WARTO 2015: Rafał Różewicz - Product placement[58].
- wyróżnienie w XII Ogólnopolskim Konkursie Literackim „Złoty Środek Poezji” 2016 na najlepszy poetycki debiut roku 2015: Rafał Rutkowski - Chodzę spać do rzeki[59] (podłowie: Dawid Jung, blurb: Karol Maliszewski, Konrad Góra, Adam Wiedemann)[60]
- Nagroda im. Anny Kamieńskiej: Mateusz Melanowski - Uwagi do chwili[61].
- wyróżnienie Nagroda im. Wojciecha Dolaty (Stowarzyszenie Dziennikarzy Polskich): Irmina Kosmala - Itinerarium, czyli przewodnik dla podróżnych (w jury m.in. Wiesław Kot)[62].
- Nagroda Ambasador Nowej Europy (krótka lista): Irmina Kosmala -Itinerarium, czyli przewodnik dla podróżnych[63][64].